# Daeheung-myeon
Daeheung-myeon (koreanska: 대흥면) är en socken i Sydkorea.  Den ligger i kommunen Yesan-gun i provinsen Södra Chungcheong, i den centrala delen av landet, 105 km söder om huvudstaden Seoul.
Socknen delas i två delar av Koreas största reservoar, Yedangjeosuji. 